# رناتو ریبیرو کالیستو
رناتو ریبیرو کالیستو (پرتغالی: Renato Ribeiro Calixto؛ زادهٔ ۴ اکتبر ۱۹۸۸) که عموماً با نام رناتینیو شناخته می‌شود، بازیکن فوتبال اهل برزیل است.
از باشگاه‌هایی که در آن بازی کرده‌است می‌توان به کوریتیبا، کاوازاکی فرونتال، گوانگ‌ژو آر و اف و تیانجین تیانهای اشاره کرد.